# TW Zentr
TW Zentr (kyrillisch ТВ Центр, englisch TV Centre), von 1999 bis 2006 TWZ (kyrillisch ТВЦ), ist ein städtischer Fernsehsender in der russischen Hauptstadt Moskau, der landesweit empfangen werden kann. Der Sender hat etwa 2000 Beschäftigte.

## Geschichte
TW Zentr wurde 1997 gegründet und ist von Beginn an zu über 99 % im Besitz der Moskauer Stadtverwaltung. TW Zentr galt lange als Haussender des ehemaligen Moskauer Oberbürgermeisters Juri Luschkow. Zunächst ein Moskauer Sender, wurde das Regionalangebot später aufgefächert und TWZ in 4 Regionalversionen angeboten. 2005 wurde eine internationale Version des Programms für Auslandsrussen in Europa, Israel, den USA und Ozeanien ergänzt. Diese ist in Deutschland nur via Satellit empfangbar.

## Programm
Der Sender sendet ein Vollprogramm mit jeweils regionalem Bezug. Das Programm bietet eine Mischung aus Unterhaltung (Musik, Sport, Kinderprogramm) und politischer Information. Bekannt ist unter anderem das wöchentlich ausgestrahlte und von Alexei Puschkow moderierte politische Magazin Postskriptum. TWZ gilt als regierungstreuer Sender und ist auch außerhalb der Region Moskau im landesweiten russischen Kabelnetz zu empfangen. Gesendet werden fünf regionale Programmversionen:
- ТВ Центр Москва – Moskau
- ТВ Центр Центр – Westrussland
- ТВ Центр Урал – Uralregion
- ТВ Центр Сибирь – Sibirien
- ТВ Центр Международный – International, auch TVCI oder TWZI

## Marktanteile
Der Marktanteil von TWZ betrug in Russland 2003 landesweit etwa 3 %, in Moskau selbst über 7 %. Etwa jeder fünfte Russe gab bei einer Umfrage 2004 an, in der letzten Woche TWZ gesehen zu haben.